# Eik
Eik ist ein männlicher Vorname, der auch als Familienname in Gebrauch ist.

## Herkunft und Bedeutung
Eik bedeutet so viel wie „Die Eiche“ oder auch „Der Herrscher“. Die Namensherkunft ist nordisch, er wird aber auch in Israel verwendet.

## Varianten
Es gibt weitere Schreibformen wie beispielsweise Ike, Eyk oder Iyke, die jedoch ebenfalls „Eik“ ausgesprochen werden.

## Namensträger

### Vorname
- Eik Breit, österreichischer Musiker (EAV), Veranstalter (Jazzsommer Graz) und Schauspieler
- Eik Galley, deutscher Sportkommentator (ARD, MDR)

### Familienname
- Alf Emil Eik (* 1953), norwegischer Musikschaffender
- Jan Eik (Helmut Eikermann) (* 1940), deutscher Schriftsteller und Sachbuchautor